# Patopäänsaaret
Patopäänsaaret är en ö i Finland. Den ligger i sjön Asikkalanselkä och i kommunen Asikkala i den ekonomiska regionen  Lahtis ekonomiska region  och landskapet Päijänne-Tavastland, i den södra delen av landet, 130 km norr om huvudstaden Helsingfors. Öns area är 3 hektar och dess största längd är 380 meter i öst-västlig riktning.  Notera att namnet antyder att det är fråga om flera öar.